# Helmut Sieber
Karl Helmut Sieber (* 21. April 1908 in Steinigtwolmsdorf; † 16. Mai 1977) war ein deutscher Jurist und Sachbuchautor.

## Leben
Sieber wurde 1908 in Steinigtwolmsdorf als Sohn des Lehrers Karl Sieber geboren und wuchs in Friedersdorf auf. Nach dem Schulbesuch in Zittau studierte er an den Universitäten Marburg, München und Leipzig Jura. Die Referendarzeit verbrachte er in der Oberlausitz und in Dresden. Dort legte er seine zweite Staatsprüfung ab. Während des Dritten Reichs war er nach einer militärischen Grundausbildung in Löbau ab 1938 als Marineoberstabsrichter beim Gericht des 2. Admirals der Marinestation der Nordsee in Wilhelmshaven eingesetzt, zuletzt im militärischen Rang eines Fregattenkapitäns. Sein militärjuristischer Nachlass inklusive der Korrespondenz aus der Nachkriegszeit befindet sich im Bundesarchiv Freiburg.
Nach dem Ende des Zweiten Weltkriegs war Sieber zunächst als Rechtsreferent beim Deutschen Minenräumdienst in Hamburg tätig, bevor er 1948 Referent des Generalanwalts am Deutschen Obergericht in Köln wurde. 1955 wechselte er nach Frankfurt am Main, wo er als Leitender Regierungsdirektor und Ständiger Vertreter des Bundesdisziplinaranwalts am Bundesdisziplinarhof tätig war.
Neben seiner beruflichen Karriere befasste er sich mit historischen und volkskundlichen Themen vornehmlich zu Sachsen bzw. dem mitteldeutschen Raum. Im Verlag Wolfgang Weidlich publizierte er 1956 als Erstlingswerk den Titel Unvergessenes Sachsen. Insgesamt 27 weitere Bücher folgten, u. a. über Burgen und Schlösser in Sachsen, Schlesien, Mecklenburg und Pommern.

## Werke (Auswahl)
- Unvergessenes Sachsen, 1956
- Schlösser und Herrensitze in Sachsen, 1957
- Burgen in Mitteldeutschland, 1958
- Schlösser und Herrensitze in Ost- und Westpreußen, 1958
- Dome, Kirchen und Klöster in Sachsen, 1961
- Schlösser und Herrensitze in Schlesien, 1961
- Morgen Kinder wirds was geben – ein sächsisches Weihnachtsbuch, 1966
- Das verliebte Gespenst, 1967
- Oberlausitz, 1968
- Das Erzgebirge, 1976 (mit Herbert Clauß)

## Ehrungen
- 1973: Bundesverdienstkreuz 1. Klasse[6]